# Magnus Gustafsson (riksspelman)
Magnus Roland Gustafsson, född den 11 juli 1955 i Alvesta församling, Kronobergs län, är en svensk musiker och författare. Gustafsson var chef för Smålands musikarkiv och vice verkställande direktör för Musik i Syd. Han anlitas som sakkunnig i musikfrågor i Nordiska Ministerrådet och är tidigare ordförande i Statens Kulturråds fonogramstödsgrupp. Sedan 2005 är han också medlem i Smålands akademi, på stolplats 15. Han är även ledamot i Musikverkets insynsråd. Sedan 19 maj 2022 invald som ledamot i Kungliga Musikaliska Akademien.
Gustafsson har skrivit en rad musikvetenskapliga och populärhistoriska böcker, är riksspelman och medlem i grupperna Sågskära och Höök. Under flera år har han också samtidigt arbetat som musikjournalist och recensent på Sveriges Radio. Hans forskning är bland annat inriktad på polskans historia, medeltida ballader och populära melodiers vandringar. Sedan länge har han också haft huvudansvar över folkmusikfestivalen Korrö folkmusikfestival.
Gustafsson är filosofie doktor i musikvetenskap. Han disputerade den 4 november 2016 vid Lunds universitet.
 Utsedd till ordförande för konstnärliga rådet vid Statens musikverk fr.o.m. den 1 januari 2020.

## Böcker
- Folkmusik från Småland och Öland. Växjö 1983.
- Visor i Småland. Stockholm 1987.
- Axel Sjölander – spelman i Grönadal. Stockholm 1992.
- Småländsk musiktradition. Växjö 2000.[11]
- Från Sigfridsmässa till The Ark. Växjö 2010.
- Småländska förebilder & föregångare. Växjö 2011.
- Polskans historia : En studie i melodityper och motivformer med utgångspunkt i Petter Dufvas notbok. Lund 2016.

## Diskografi
- Visor i Småland, I & II. Sågskära. UR 26-86861-X, 1986.
- Visor på Öland. Sågskära. UR 26-87325-7, 1987.
- Smålandslåtar 1&2. SPF, 1987.
- Dansen i skolan 1&2. Sven Thorstensson, Ingemar Hedberg, Magnus Gustafsson.SIUK 001-002, 1988/1990.
- Sågskära. Hurv Krlp-13, 1989.
- Skämtvisor från fem sekel. SVMC-3, 1989.
- Årsringar. Swedish folk music, 1970-1990, MNWCD 194, 1990.
- Elvafem. Magnus Harem. Audiomix 001, 1992.
- Änglarnas Språk. Magnus Gustafsson, Toste Länne & Marie Persson. DROCD 002, 1992.
- Skärvor. Sågskära [samlingsalbum]. DROCD 005, 1994.
- Underliga vindar. Lennart Carlsson, Ulrika Gunnarsson, Magnus Gustafsson, Joakim Josefsson, Jörgen Nyström. Nodus 001, 1995.
- Höök. Musik bland stadsmusikanter, krigsfångar och mästertjuvar. Jörgen Axelsson, Ånon Egeland, Magnus Gustafsson, Mikael Marin, Mats Olofsson, Susanne Rosenberg & Magnus Öström [Ensemblen Höök]. DROCD 007, 1995.
- Krook. Musik bland trumslagare, bröllopsspelmän och bergtagna kvinnor. Sågskära. DROCD 010, 1997.
- Vindvak. Kjell Leidhammar, Magnus Gustafsson, Hans Kennemark, Lars Jönsson & Sven Kihlström. AlwaCD-1, 1998.
- Apelgrå. Folkliga lussesånger, Staffansvisor och jullåtar. Sågskära. DROCD 023, 2000.
- Källorna. En klingande antologi över svensk folkmusik. KMH 005, 2000.
- Polski Dantz. 1600-talsmelodier på vandring. Höökensemblen. DROCD 026, 2002.[11]
- Orm. Sågskära. DROCD 043, 2006.
- Bålgetingen. Anders Svensson, Magnus Gustafsson, Susanne Gustafsson, Anders Löfberg, Jörgen Axelsson. Giga GCD 81, Giga GCD 82, 2010.
- Näcklåtar. Div musiker. Gammalthea CD, 2012.
- Sågskära. De första åren [samlingsalbum]. Smålands Musikarkiv 2CD, 2021
- Daahl! Musik bland klockare, krigsfångar och brännvinsbrännare. Smålands Musikarkiv SMA CD 026-027, 2021

## Stipendier och utmärkelser
- Zornmärket i brons. Delsbo, 1978.
- Lions kulturstipendium. Växjö 1984.
- Riksspelman. Österbybruk, 1987.
- Gunnar-Olof Hyltén-Cavallius stipendiet [medaljen] för Framstående Kulturgärning. Växjö, 1988.
- Christina Nilsson sällskapets diplom. Växjö, 1990.
- Kronobergs läns Bildningsförbunds förtjänsttecken. Tingsryd, 1991.
- Lions stipendium för dokumentationsresa i USA. Växjö, 1993.
- Violonisten Sven Kjellströms stipendium. Stockholm, 1996.
- Smålands Akademis och Växjö Stifts Wallquistpris. Växjö 1998.
- Ulf Peder Olrog-stipendiet. Stockholm 1999.
- SK Gehrmans Musikförlags och Rosenborgs Stiftelse för Svensk Musiks stipendium. Stockholm, 2000.
- Sanct Sigfrids gilles plakett för Kulturell Gärning. Växjö 2002.
- Volkskulturpreis Europa [Sågskära]. Bernhard Töpfer Stiftung / Europeiska Unionen, 2003.[11]
- Zornmärket i guld. Korrö, 2015.[12]
- H.M. Konungens medalj av 8:e storleken i högblått band, 28 januari 2025[13]

## Artiklar
- “Dansens historia”. Dansa, dansa,1990.
- “Innehållet ej användbart för denna tid – om Theorins och Vieslanders notböcker”. Musikrevy, 1991.
- “Växjö stads musikhistoria från senmedeltid till andra hälften av 1800-talet”. Kronobergsboken, 1994.
- “Huru spelmännen blåste an så fermt att det skallade i omkringliggande byar”. Urshultskrönikan, 1995.
- “Spela som det står! Synen på noter i musikhistorien”. Musikliv, 1995.
- “The Family as the Tradition Carrier”. NIF Publications, 1996.
- “I himmelen där är en stor glädje. Folklig vistradition i Astrid Lindgrens författarskap”. Astrid Lindgren och folkdikten,1996.
- “Motifs, structure and distribution of some common polskas in Scandinavia”. The Polish dance in Scandinavia and Poland, 2003.[11]